# Paraeuchaeta similis
Paraeuchaeta similis är en kräftdjursart som först beskrevs av Wolfenden 1908.  Paraeuchaeta similis ingår i släktet Paraeuchaeta och familjen Euchaetidae. Inga underarter finns listade i Catalogue of Life.